# Рейньєр Жезус Карвальйо
Рейньєр Жезус Карвальйо (порт. Reinier Jesus Carvalho, нар. 19 січня 2002, Бразиліа) — бразильський футболіст, півзахисник клубу «Реал Мадрид». На умовах оренди грає в Італії за «Фрозіноне».

## Клубна кар'єра
Народився 19 січня 2002 року в місті Бразиліа. Вихованець футбольної школи клубу «Фламенго».
31 липня 2019 року дебютував в основному складі «Фламенго», вийшовши на поле в матчі-відповіді 1/8 фіналу Кубка Лібертадорес проти еквадорського клубу «Емелек» на заміну Габріелу Барбозі. 4 серпня 2019 року дебютував у бразильській Серії A у матчі проти клубу «Баїя». 7 вересня 2019 року забив свій перший гол у чемпіонаті в матчі проти клубу «Аваї». 9 листопада 2019 роки продовжив свій контракт з «Фламенго» до 2024 року, опція викупу контракту гравця склала 70 млн євро.
Разом з командою 2019 року став володарем Кубка Лібертадорес. Також допоміг своїй команді виграти чемпіонат Бразилії та поїхав з нею на Клубний чемпіонат світу в Катарі, де зайняв друге місце, але у програній фінальній грі на поле не виходив.
20 січня 2020 року іспанський «Реал Мадрид» оголосив про перехід Рейньєра. Бразилець підписав контракт строком до 2026 року. Повідомлялося, що «вершкові» заплатили за гравця 30 млн євро. 24 мільйони отримав «Фламенго», 3 мільйони — сім'я футболіста, ще 3 мільйони — його агент. До завершення сезону 2019/20 був відправлений до команди дублерів «Реал Мадрид Кастілья», за яку забив два голи у трьох матчах третього іспанського дивізіону.
19 серпня 2020 року було оголошено, що наступні два сезони бразилець проведе у складі дортмундської «Боруссії», кольори якої захищатиме на умовах оренди.
У подальшому продовжив їздити по орендах — сезон 2022/23 провів у «Жироні», після чого приєднався до італійського «Фрозіноне».

## Виступи за збірну
У 2017 році взяв участь у складі збірної Бразилії до 15 років у юнацькому чемпіонаті Південної Америки у Аргентині. На турнірі забив два м'ячі в матчах проти Еквадору 8 листопада і Венесуели 12 листопада. Бразильці завершили турнір на другому місці, програвши у фіналі Аргентині (3:2).
У березні 2018 року був викликаний до складу юнацької збірної Бразилії (U-17) для участі в Турнірі Монтегю у Франції. У 2019 році взяв участь у юнацькому чемпіонаті Південної Америки до 17 років в Перу, де був капітаном своєї збірної. На турнірі забив три м'ячі (два у ворота Парагваю 22 березня і один — у ворота Колумбії 28 березня), втім бразильці не змогли вийти з групи.
2018 року дебютував у складі юнацької збірної Бразилії (U-17), загалом на юнацькому рівні взяв участь у 6 іграх, відзначившись 4 забитими голами.
На початку 2020 року поїхав у складі збірної до 23 років на Передолімпійський турнір КОНМЕБОЛ, будучи у 17 років наймолодшим гравцем своєї команди.

## Статистика виступів

### Статистика клубних виступів
Станом на 1 вересня 2023
| Сезон                | Команда                | Чемпіонат            | Чемпіонат | Чемпіонат | Національний кубок | Національний кубок | Національний кубок | Континентальні кубки | Континентальні кубки | Континентальні кубки | Інші змагання | Інші змагання | Інші змагання | Усього | Усього | Усього |
| Сезон                | Команда                | Ліга                 | Ігор      | Голів     | Ліга               | Ігор               | Голів              | Ліга                 | Ігор                 | Голів                | Ліга          | Ігор          | Голів         | Ігор   | Голів  |        |
| -------------------- | ---------------------- | -------------------- | --------- | --------- | ------------------ | ------------------ | ------------------ | -------------------- | -------------------- | -------------------- | ------------- | ------------- | ------------- | ------ | ------ | ------ |
| 2019                 | «Фламенго»             | ЛК+A                 | 0+14      | 0+6       | КБ                 | 0                  | 0                  | ЛЧ                   | 1                    | 0                    |               | -             | -             | 15     | 6      |        |
| січ.-черв. 2020      | «Реал Мадрид Кастілья» | СДБ                  | 3         | 2         | -                  | -                  | -                  | -                    | -                    | -                    | -             | -             | -             | 3      | 2      |        |
| 2020–21              | «Боруссія» (Дортмунд)  | БЛ                   | 14        | 1         | КН                 | 2                  | 0                  | ЛЧ                   | 2                    | 0                    | СН            | 1             | 0             | 19     | 1      |        |
| 2021–22              | «Боруссія» (Дортмунд)  | БЛ                   | 13        | 0         | КН                 | 1                  | 0                  | ЛЧ+ЛЄ                | 3+2                  | 0+0                  | СН            | 1             | 0             | 20     | 0      |        |
| Усього за «Боруссію» | Усього за «Боруссію»   | Усього за «Боруссію» | 27        | 1         |                    | 3                  | 0                  |                      | 7                    | 0                    |               | 2             | 0             | 39     | 1      |        |
| 2022–23              | «Жирона»               | ПД                   | 18        | 2         | КІ                 | 0                  | 0                  | -                    | -                    | -                    | -             | -             | -             | 18     | 2      |        |
| 2023–24              | «Фрозіноне»            | A                    | 0         | 0         | КІ                 | 0                  | 0                  | -                    | -                    | -                    | -             | -             | -             | 0      | 0      |        |
| Усього за кар'єру    | Усього за кар'єру      | Усього за кар'єру    | 62        | 11        |                    | 3                  | 0                  |                      | 8                    | 0                    |               | 2             | 0             | 75     | 11     |        |

## Титули і досягнення
- Олімпійський чемпіон (1): 2020
- Чемпіон Бразилії (1):

«Фламенго»: 2019
- Переможець Ліги Каріока (1):

«Фламенго»: 2019
- Володар Кубка Лібертадорес (1):

«Фламенго»: 2019
- Володар Кубка Німеччини (1):

«Боруссія» (Дортмунд): 2020-21

## Особисте життя
Батько Рейньєра, Мауро Бразілія, був гравцем збірної Бразилії з футболу у залах, у складі якої став чемпіоном світу (1985) та Південної Америки (1982).